# ISO 3166-2:ST
ISO 3166-2:ST es la entrada para Santo Tomé y Príncipe en ISO 3166-2, parte de los códigos de normalización ISO 3166 publicados por la Organización Internacional de Normalización (ISO), que define los códigos para los nombres de las principales subdivisiones (p.ej., provincias o estados) de todos los países codificados en ISO 3166-1.
En la actualidad, para Santo Tomé y Príncipe, los códigos ISO 3166-2 se definen para 1 región autónoma y 6 distritos. Cada código consta de dos partes, separadas por un guion. La primera parte es ST, el código ISO 3166-1 alfa-2 para Santo Tomé y Príncipe. La segunda parte tiene una letra para la región autónoma o dos cifras para un distrito.

## Códigos actuales
Los nombres de las subdivisiones se ordenan según el estándar ISO 3166-2 publicado por la Agencia de Mantenimiento ISO 3166 (ISO 3166/MA).
Pulsa sobre el botón en la cabecera para ordenar cada columna.
| Código | Nombre de la subdivisión (pt) | Nombre de la subdivisión (es) | Categoría de la subdivisión |
| ------ | ----------------------------- | ----------------------------- | --------------------------- |
| ST-01  | Água Grande                   | Água Grande                   | distrito                    |
| ST-02  | Cantagalo                     | Cantagalo                     | distrito                    |
| ST-03  | Caué                          | Caué                          | distrito                    |
| ST-04  | Lembá                         | Lembá                         | distrito                    |
| ST-05  | Lobata                        | Lobata                        | distrito                    |
| ST-06  | Mé-Zóchi                      | Mé-Zóchi                      | distrito                    |
| ST-P   | Príncipe                      | Pagué                         | región autónoma             |

## Cambios
Los siguientes cambios de entradas han sido anunciados en los boletines de noticias emitidos por el ISO 3166/MA desde la primera publicación del ISO 3166-2 en 1998, cesando esta actividad informativa en 2013.
| Fecha real del cambio | Breve descripción del cambio |
| --------------------- | --- |
| 2020-11-24            | Se borra la provincia ST-S; Cambia la categoría de subdivisión: de provincia a región autónoma para ST-P; se añaden los distritos ST-01, ST-02, ST-03, ST-04, ST-05, ST-06; se actualiza la lista de origen |